# Zaozjorszk
Zaozjorszk (oroszul: Заозёрск) zárt város Oroszország Murmanszki területén, a Barents-tenger partján. Népessége a 2010-es népszámlálás idején 11 199 fő volt. A Zapadnaja Lica folyó torkolatától 2–3 km-re terül el.
A települést 1958-ban hozták létre mint a Szovjet Haditengerészet Északi Flottájának Zapadnaja Lica tengeralattjáró-bázisának a kiszolgáló települése. 1981-ig Zaozjornij volt a neve. 1994-ben átnevezték Szeveromorszk–7 névre, majd még abban az évben Murmanszk–150-re, végül a napjainkban is használt Zaozjorszk névre.
A város az azonos nevű városi önkormányzati terület része, melyhez több kisebb katonai lakótelep is tartozik.
A városban a Lenyinszkij Komszomol atomtengeralattjáró balesetében elhunyt tengerészeknek állított emlékmű található.

## Külső hivatkozások
- Zaozjorszk honlapja (oroszul)